# Roger Pearce
Roger Pearce (Anglaterra, 1957 - Qatar, 21 de novembre de 2022) va ser un periodista britànic esportiu d'ITV que va morir mentre cobria la Copa Mundial de Futbol de 2022, el dia 21 de novembre a la vigília del duel que va enfrontar als Estats Units contra Gal·les.
Va començar a treballar com enginyer d'emissions de Grampian TV. Aviat va entrar a ITV, una cadena on treballaria 43 anys ocupant diversos càrrecs directius. Des dels Jocs Olímpics del 1988 formava part de l'equip d'ITV Sports Major Events, el 2001 fou nomenat productor tècnic d'ITV Sport i des del 2008 n'era el director tècnic. Durant els darrers anys de la seva carrera va planificar la producció d'ITV Sport pel que fa a diverses competicions esportives relacionades amb el futbol, el rugbi, i la fòrmula1, entre d'altres. La seva mort va ser poques setmanes abans de retirar-se.